# کارلا لاوی
کارلا ماریتزا لاوی (به انگلیسی: Karla Maritza LaVey) معروف به کارلا لاوی (به انگلیسی: Karla LaVey) (زاده ژوئیه ۱۹۵۲) دختر و فرزند ارشد انتان لاوی بنیان‌گذار کلیسای شیطان و اهل آمریکا است. او یک مجری رادیو است که سال‌ها قبل کاهن اعظم کلیسای پدرش بوده و در حال حاضر بنیان‌گذار و مدیر نخستین کلیسای شیطان در شهر سان فرانسیسکو واقع در ایالت کالیفرنیا است. کارلا در تلویزیون، رادیو، اخبار، مجلات و رسانه‌ها از جمله فاکس نیوز مشغول همکاری بوده و سخنرانی‌های بسیاری در مورد شیطان‌گرایی در سراسر جهان داشته است.

## زندگی‌نامه
کارلا فرزند کارول لنسینگ (Carole Lansing) و انتان لاوی است. او دو خواهر و برادر ناتنی به نام‌های زینا شرک (Zeena Schreck) و سیطن سرکیس کرنکی لاوی (Satan Xerxes Carnacki LaVey) دارد. وی اولین کلیسای شیطانی را که مقر آن در سان فرانسیسکو بود در سال ۱۹۹۹ تأسیس کرد کارلا یکی از بنیان‌گذاران کلیسای شیطان بوده و طی چهار دهه به عنوان نماینده عمومی برای کلیسا و پدرش فعالیت داشت. در دههٔ ۱۹۷۰، او با آلیس کوپر — که بعداً به پدرش معرفی کرد — رابطه داشت.
در سال ۱۹۷۹، کارلا برای نظارت بر مقر کلیسای بین‌المللی شیطان به آمستردام اعزام شد که به عنوان یک رابط با سایر اعضا در خارج از کشور عمل می‌کرد. در این مدت، به کارلا لقب کاهن اعظم کلیسای شیطان داده شد که وی گاهی در مصاحبه با رسانه‌های چاپی و تورهای سخنرانی خود از این لقب استفاده می‌کرد. در طول دههٔ ۱۹۹۰، کارلا با حضور در تلویزیون و صحبت کردن در خصوص وحشت شیطانی — که در آن زمان بحثی داغ و جنجالی بود — بسیار مطرح شد. برخی از تاک شوهایی که او در آنها حضور یافت، شامل جوآن ریور شو، رون ریگان شو، ۲۰/۲۰ و ۶۰ دقیقه بودند.
در ۲۹ اکتبر ۱۹۹۷، پس از آنکه انتان لاوی بر اثر ادم ریوی درگذشت، کارلا در ۷ نوامبر ۱۹۹۷، یک کنفرانس مطبوعاتی برگزار کرد تا مرگ پدرش را اعلام کند. در این زمان بود که بلانچ بارتون و کارلا لاوی اعلام کردند که کلیسای شیطان را به‌طور مشترک به عنوان کاهنان اعظم اداره می‌کنند. چند روز بعد، بارتون وصیت‌نامه‌ای ارائه کرد که در آن ادعا می‌شد لاوی تمام وسایل، دارایی‌ها، حق امتیاز نوشتارهایش و از جمله کلیسای شیطان را به پسر نوپای بارتون — که پدرش لاوی بود — سپرده است. به گفتهٔ بارتون، کل دارایی لاوی متعلق به پسر مورد اعتمادش بوده و مدیریت آنها را به بارتون سپرده بود. کارلا این وصیت را مورد اعتراض قرار داد و دادگاه رسیدگی به موصوف سان فرانسیسکو، این وصیت مورد ادعا را فاقد اعتبار دانست. توافق‌نامه دادگاه در تاریخ ۳۱ اکتبر ۲۰۰۱ انجام شد که در آن متعلقات، دارایی‌های معنوی و حق امتیاز نشر آثار انتان به‌طور مساوی بین سه فرزندش کارلا، زینا و سیطن سرکیس (پسر بارتون) تقسیم می‌شد و قرار شد که بارتون نیز حق امتیاز اداره کلیسای شیطان را دریافت کند. سرانجام تحت مدیریت بلانچ بارتون، کلیسای شیطان به شهر نیویورک منتقل شد و بارتون مدیریت آن را به پیتر گیلمور سپرد و او اکنون این سازمان را همراه با همسرش پگی نادرامیا اداره می‌کند.
در سال ۱۹۹۹، کارلا تصمیم گرفت با راه‌اندازی سازمان شیطانی خود به نام نخستین کلیسای شیطان، راه پدر خود را در همان سان فرانسیسکو ادامه دهد. در حال حاضر کارلا لاوی رویدادها، نمایش‌ها و کنسرت‌های شیطانی را به صورت زنده تبلیغ و حمایت می‌کند. وی همچنین میزبان یک برنامهٔ رادیویی هفتگی در سان فرانسیسکو است. او متأهل نیز هست.